# Hesperobaenus humeralis
Hesperobaenus humeralis es una especie de coleóptero de la familia Monotomidae.

## Distribución geográfica
Habita en Tahití, Hawái.